# Adamówka (rejon szeptycki)
Adamówka (ukr. Адамівка) – wieś na Ukrainie, w obwodzie lwowskim, w rejonie szeptyckim (hromada Łopatyn).

## Historia
Pod koniec XIX w. wieś w powiecie brodzkim.
Do 2020 w rejonie radziechowskim.
Do 2024 w rejonie czerwonogrodzkim.